# Pietro Aquila
Pietro Aquila (* um 1630 in Marsala; † 1692 in Alcamo) war ein italienischer Maler, Zeichner und Grafiker des Barock in Rom und auf Sizilien.

## Leben
Über seine erste Ausbildung auf Sizilien ist nichts bekannt. Wohl schon in jungen Jahren kam er nach Rom, wo er an der Accademia di San Luca Schüler von Pietro del Pò war.
Aquila wurde in der zweiten Hälfte des 17. Jahrhunderts zu einem wichtigen Zeichner, Radierer und Kupferstecher, der zahlreiche Werke anderer Künstler graphisch umsetzte.
Wohl in den achtziger Jahren kam er zurück nach Sizilien, wo er für verschiedene Kirchen Tafelbilder gemalt haben soll. Nachgewiesen ist seine Tätigkeit jedoch lediglich in der Santa Maria della Pietà (Palermo), für die er zwei Altarbilder malte, die sich stilistisch an Carlo Maratta enlehnen.
Am bekanntesten ist seine umfangreiche Mappe von Kupferstichen über die Fresken des Annibale Carracci in der berühmten Galerie des Palazzo Farnese in Rom. Darüber hinaus schuf er Kupferstiche nach Bildern von Raffael, Carlo Maratta, Giovanni Lanfranco, aber auch von eigenen Werken.
Sein Neffe und Schüler war der Kupferstecher Francesco Faraone Aquila (Palermo, 1690–1740).

## Werke
- Palazzo Massimo (Roccasecca dei Volsci): Madonna del Rosario
- Santa Maria della Pietà (Palermo): Tafelbilder (Oktagons) „Der Priester Melchisedek begrüßt Abraham“ und „Heimkehr des verlorenen Sohnes“ (um 1685).
- Grafikwerk zu den Fresken von Annibale Carracci im Palazzo Farnese (1678)
- Grafikwerk zu Raffaels Fresken in den vatikanischen Loggien (1675 in Rom veröffentlicht)
- Grafikwerk „Götterversammlung“ nach Giovanni Lanfrancos Fresken in der Villa Borghese
- Der Sieg Konstantins über Maxentius (1683)